# リコラ・ヨーロッパ社工場・倉庫
リコラ・ヨーロッパ社工場・倉庫（Ricola Europe Factory and Storage Building）は、スイスのハーブ菓子メーカーであるリコラ社がフランスに建てた工場。ミュルーズ＝ブリュンスタット（Mulhouse-Brunnstatt）にある。1993年竣工。建築はヘルツォーク&ド・ムーロンで、庭園ランドスケープは、ディーター・キーナストが担当。
60メートル×30メートルの平面の建物の長手方向に8メートルの大ひさしが両側に跳ね出しているシンプルかつダイナミックな形態でも知られる。
キャンチレバーで張り出された屋根部分の天井とそれに連続する壁面に仕上げ、長手方向の正面、大ひさしの軒天には半透明のポリカーボネイト・パネルに焼き付けたそのパターンが覆うようにカール・ブロスフェルトによる木の葉の写真をシルクスクリーンでプリントし、独特なファサードをつくりだしている。この木の葉が見る角度、時間などによって刻々と変化し豊かな表情をつくっているほか、パネルを通過した光が内部に差し込み、周辺の木々を暗示させ記号的ファサードとして機能するようデザインを施している。
対して短辺方向はコンクリート打放しで仕上げているが、降った雨がこの短辺方向の壁を伝って地面に導かれ、コンクリートには通常の雨水処理が施されていない。つまりコンクリートの壁に雨水をそのまま垂れ流しており、この雨水処理のデザインが秀逸とされる。通常打放しの壁には極力雨が流れないよう汚れないようにコンクリート天端で工夫して雨を逃がすが、外壁に施す撥水剤を使用せず樋も水切りも設けていないので水がつたい流れた痕跡が外壁に残るが、雨垂れによって作られた縞模様の痕跡自体もデザインとなるように設計されている。
元あった庭も 元々何も気がつかずの状態だったと言う。キーナストによれば、既在の庭園にはさらにいくらかの低木を加えただけなのだという。
雨水は壁面を垂れ滴り、ストライプ状に痕跡を残して地面へと消えていく。
多くの現代建築は、自然の変化や経年変化に抗して、完成したばかりの新しい状態をいかに保つかということに注意を払っている。その観点に立つと、雨というのは建物にとって最大の敵のひとつであり、 壁面に雨が痕跡を残さない
ように、 さまざまなディテールが開発されてきたわけである。ところが、ヘルツォーク&ド.ムーロンによるこの建物は、そのようなディテールの追求を放棄している。
むしろ、雨が建物を侵犯していくという出来事を記録する媒体として立面が用いられているかのようである。そしてその記録は、奇妙な抽象性を獲得して思いがけず美しいものとなった。キーナストは、この両サイドの立面のグラウンド·レベルにストライプ状にアイリスを敷き詰めた。その雨水を
最後にこの植物が受け止めるようにしている。
このガーデン·デザインにおいて顕著なのは、この敷地全体に存在するあらゆるヴォリュームが見事なほど相関関係の中に置かれなおかつそれぞれの要素が独立しているという点で リコラ社の建物を最も大きいヴォリュームとして、低木の群、生け垣、薬用ハーブの小さなヴォリュームに至るまで、その大きさと位置関係を微妙に操作しつつ、 全体が関係を持つぎりぎりの状態を探索しているかのように見える。建物は通常このヴォリュームだと、手に負えないほど大きすぎて突出してしまい、建物と庭園という二項対立を前提にしたところからデザイン操作に入らざるをえないように思われるのだが、この建物は長手方向の立面の透明性によってヴォリュームを抑えてあり、なおかつ透明な面にプリントされた植物文様が内部と外部、建物とガーデンのあいだをつなぐ緩衝面となっており、ただバランスがいいというだけではなく、それぞれの木一本一本は、奇妙な擬人化が施されているようでもあって、個々の要素に焦点を当てて見ていくと、要素が独立して知覚される。こうした相関関係と要素の独立というパラドクスを成立させてしまうキーナストのデザインは、 リコラ社以外でも数々実現されている。